# 김극효
김극효(金克孝, 1542년 9월 16일 ~ 1618년 2월 3일)는 조선시대 중기의 문신으로 자는 희민(希閔)이며 호(號)는 사미옹(四味翁), 본관은 신 안동 김씨(新 安東 金氏) 서윤공파(庶尹公派=파조金璠)의 중시조(中始祖)로 일컬어지며, 직계후손(直系後孫)으로 문과급제자(文科及第者)가 120여명에 이르고 대제학(大提學)이 6명, 재상(宰相,영의정 좌의정 우의정) 15명, 왕비(王妃) 3명, 후궁(後宮) 1명, 부마도위(駙馬都尉) 2명을 배출 하였으니 장동 김씨(壯洞 金氏)의 대표적인 선조로 손꼽힌다. 광해군의 왕비 문성군부인의 이모부이기도 하다.

## 생애
아버지는 신천군수(信川郡守)를 지낸 뒤 좌찬성(左贊成)에 추증(追贈)된 김생해(金生海)와 증정경부인(贈貞敬夫人) 전주이씨(全州李氏)의 네 아들 중 셋째 아들로 중종 37년(1542)임인 9월16일 출생하였다.
좌의정 임당(林塘) 정유길(鄭惟吉)의 문하에서 공부하였고 스승의 눈에들어 그의 사위가 되었다.
1562년(명종17년) 21세에 세자익위사세마(世子翊衛司洗馬)에 임명되고, 1564년(명종19년) 23살에 진사시(進士試)에 급제한후 내외 관직을 두루 역임하였다.
1604년(선조37년) 4월 22일 제용감정(濟用監正)이 되었고 돈녕부 도정(都正), 동지돈녕부사(同知敦寧府使) 등을 지냈다. 1614년(광해군6년) 8월 27일 위성원종공신 1등(衛聖原從功臣)에 책록되었다. 1618년(광해군10년) 무오 2월 3일 77세로 세상을 떠난 뒤 아들과 손자 증손자들의 현달로 증 대광보국숭록대부 의정부영의정(領議政)에 추증(追贈)되었다.
배위는 임당 정유길(鄭惟吉)의 딸인 정경부인 동래정씨로 1542년(임인년) 11월 24일 태어나 1621년(신유년) 11월 8일 향년 80세로 세상을 떠났다. 후손으로는 우의정 김상용, 장단부사 김상관, 진사 광능참봉 김상건, 좌의정 김상헌, 경주부윤 김상복 5형제가 있다.
신 안동 김씨가 권력의 기반을 잡은 것은 광해조 때 도정을 지낸 김극효(金克孝)가 좌의정과 대제학을 지낸 임당 정유길(鄭惟吉)의 사위가 되면서였다. 광해군의 장인(문양부원군(文陽府院君))인 유자신(柳自新)또한 정유길의 사위이므로 유자신 김극효은 동서간이 되며, 정유길은 광해군의 처외조부이고 김극효는 광해군의 처이모부가 된다. 또한 광해군의 처남이기도 한 유자신의 아들 유희분(柳希奮) 유희발(柳希發)형제와 김극효의 아들 김상용 김상헌형제는 이종사촌간이 되므로 이로써 서서히 권력의 터를 다지게 되었다.
그는 동래정씨 정유길(鄭惟吉)의 사위이며 제자였는데, 정유길은 중종조에 영의정을 지낸 정광필(鄭光弼)의 손자로서 이 가계는 조선시대를 통틀어 가장 많은 정승을 배출한 명문이었다. 특히 이들은 회동정씨(會洞鄭氏)로 지칭되며 조선후기 정치․문화계를 풍미하였다. 김극효의 혼인은 신안동김씨와 동래정씨가 300년 세의(世誼)를 지속하며 정치적인 밀월관계를 형성하는 바탕이 되었다.
김극효는 비록 문과(文科) 출신은 아니었지만 학식․행의 그리고 상문의 여서(相門의 女壻=재상의사위)로서 당대의 명류들과 두루 교유하게 된다. 1569년(선조2년)에 당대의 유명인사들과 회동한 일은 그 단적인 사례라 할 수 있다. 그 자리는 다름 아닌 장동에 살던 박태수(朴台壽)의 회갑연이었는데, 당시 김극효는 고작 28세의 나이로 원로들과 함께 참연(參宴)의 영광을 누렸던 것이다. 박태수(朴台壽)의 회갑연에 참가한 사람은 조광원(曺光遠), 백인걸(白仁傑), 심봉원(沈逢源), 이준경(李浚慶), 이황(李滉), 조식(曺植), 권철(權轍=권율의아버지), 박충원(朴忠元), 정응두(丁應斗), 이탁(李鐸), 정종영(鄭宗榮), 정유길(鄭惟吉), 김계휘(金繼輝), 기대승(奇大升), 윤두수(尹斗壽), 김명원(金命元), 성혼(成渾), 이이(李珥), 홍성민(洪聖民), 정철(鄭澈), 이제신(李濟臣), 유성룡(柳成龍), 김극효(金克孝) 등 모두 23명이었다. 이 중 유성룡과 김극효가 28세로서 가장 연소자였다. 김극효가 여기에 참가하게 된 것은 장인 정유길의 영향으로 생각된다.
이처럼 김극효는 본인의 학행과 처가의 배경을 바탕으로 당대의 명사로 부상하게 되고 두 아들 김상용․김상헌의 현달을 계기로 17세기 이후 장동김씨(壯洞金氏)는 명실공히 국반(國班)의 지위에 오르게 되었다. 다만 김상헌은 백부 김대효의 후사(後嗣)로 들어감으로서 장동김씨 청음(淸陰) 김상헌(金尙憲) 가문(家門)의 가통은 김번(金璠)⇒김생해(金生海)⇒김대효(金大孝)⇒김상헌(金尙憲)⇒김광찬(金光燦)⇒김수증(金壽增)·김수흥(金壽興)·김수항(金壽恒)으로 이어지게 된다.

## 가족관계[1]
- 조부 : 김번(金璠, 1479 ~ 1544)
  - 부친 : 김생해(金生海, 1512 ~ 1558)
- 외조부 : 경명군 이침(景明君 李忱, 1489 ~ 1526)
- 외조모 : 강양군부인(江陽郡夫人) 파평 윤씨(坡平 尹氏, ? ~ 1537) - 첨정(僉正) 윤첩(尹堞)의 딸
  - 모친 : 이연환(李連環, 1510 ~ ?)
    - 형 : 김대효(金大孝, 1531 ~ ?)
    - 형 : 김원효(金元孝, 1536 ~ 1612)
    - 부인 : 정말정(鄭末貞, 1542 ~ ?) - 좌의정(左議政) 정유길(鄭惟吉)의 3녀
      - 장남 : 김상용(金尙容, 1561 ~ 1637)[2]
      - 며느리 : 권개(權愷)의 딸 안동 권씨
        - 손자 : 김광경(金光炯, 1577 ~ ?)
        - 손자 : 김광환(金光煥, 1579 ~ 1642)
        - 손자 : 김광현(金光炫, 1584 ~ 1647)
        - 손녀 : 김정순(金正順, 1582 ~ ?)
        - 손녀 : 영가부부인(永嘉府夫人) 김이순(金二順, 1587 ~ 1654)[3]
        - 손녀 : 김계순(金季順, 1590 ~ ?)

      - 며느리(양첩) : 김종생(金終生, 1583 ~ ?) - 김계휘(金繼輝)의 서차녀
        - 서손자 : 김광소(金光熽, 1597 ~ ?)[4]
        - 서손녀 : 김영순(金英順, 1602 ~ ?)
        - 서손녀 : 김애순(金愛順, 1605 ~ ?)
        - 서손녀 : 김임순(金壬順, 1612 ~ ?)
        - 서손녀 : 김오순(金午順, 1618 ~ ?)

      - 차남 : 김상관(金尙寬, 1566 ~ 1621)
      - 며느리 : 남응정(南應井)의 딸 의령 남씨
        - 손녀 : 김유순(金柔順, 1587 ~ ?)
        - 손자 : 김광혁(金光爀, 1590 ~ 1643)
        - 손녀 : 김종순(金終順, 1594 ~ ?)
        - 손자 : 김광찬(金光燦, 1597 ~ 1668)[5]

      - 며느리(양첩) : 해생(海生)
        - 서손자 : 김광한(金光㸁, 1603 ~ ?)
        - 서손자 : 김광?(金光火+啇, 1610 ~ ?)
        - 서손자 : 김광료(金光炓, 1612 ~ ?)

      - 며느리(첩) : 이름 미상
        - 서손녀 : 김신순(金申順, 1608 ~ ?)
        - 서손녀 : 김갑순(金甲順, 1614 ~ ?)

      - 3남 : 김상건(金尙謇, 1567 ~ 1604)
      - 4남 : 김상헌(金尙憲, 1570 ~ 1652) - 큰아버지 김대효(金大孝)의 양자로 출계
      - 5남 : 김상복(金尙宓, 1573 ~ 1652)
      - 며느리 : 동지(同知) 이인기(李麟奇)의 딸 청해 이씨
        - 손녀 : 김혜순(金惠順, 1592 ~ ?)
        - 손녀 : 김을순(金乙順, 1605 ~ ?)
        - 손녀 : 김지순(金止順, 1610 ~ ?)
        - 손자 : 김광식(金光烒, 1616 ~ ?)

## 기타
- 광해군의 비 문성군부인의 이모부로, 가까운 외척이었지만 광해군 폐출 후 그의 후손들은 불이익을 당하지는 않았다.

1. ↑  선원록 참고
2. ↑  효종의 왕비 인선왕후의 외조부
3. ↑  인선왕후의 모친
4. ↑  이명 김광추(金光秌)
5. ↑  작은아버지 김상헌의 양자로 출계